# 米舍龙斯基
米舍龙斯基（羅馬化：Misheronskiy）是俄罗斯莫斯科州的市级镇，属州辖市沙图拉市，地处莫斯科州东部梅晓拉低地上，在区行政中心沙图拉东北、州府莫斯科东方，靠近莫斯科州与弗拉基米尔州的州界。克利亚济马河流域内一条小河穿过该镇。
该地2021年人口有3,687人；2010年人口3,857；2002年人口3,821；1989年人口4,249。